# Moreia-dragão-do-Pacífico
A moreia-dragão-do-pacífico (Enchelycore pardalis), é uma espécie de moreia nativa de águas tropicais do Indo-Pacífico. É uma das espécies de moreias mais procuradas por aquaristas, por sua coloração dourada-alaranjada rajada. Habita fendas e tocas em recifes profundos, entre os 5 a 60 m de profundidade. Sua alimentação se baseia em pequenos cefalópodes e peixes.
É nativa da região tropical do Indo-Pacífico, sendo encontrada em recifes de Madagáscar e Chagos para Ogasawara, sul do Japão, Taiwan e sul da Coréia do Sul para o Havaí, Kiribati e Polinésia Francesa.